# 間生葫蘆蘚
間生葫蘆蘚（学名：Funaria physcomitrioides）为葫蘆蘚科葫蘆蘚屬下的一个种。